# Крухари
Крухари су насељено мјесто у Босни и Херцеговини у општини Сански Мост које административно припада Федерацији Босне и Херцеговине. Према попису становништва из 2013. у насељу је живјело 163 становника.

## Географија
Налази се на десној обали реке Сане. Кроз насеље протиче река Гламашница, која се улива у Сану, као и поток Крухаруша, који се улива у већи поток Сасину.

## Становништво
| Националност       | 1991.        | 1981.        | 1971.        |
| Срби               | 416 (51,80%) | 988 (66,71%) | 818 (61,45%) |
| Хрвати             | 359 (44,70%) | 467 (31,53%) | 499 (37,49%) |
| Муслимани          | 0            | 1 (0,06%)    | 7 (0,52%)    |
| Југословени        | 13 (1,61%)   | 20 (1,35%)   | 2 (0,15%)    |
| остали и непознато | 15 (1,86%)   | 5 (0,33%)    | 5 (0,37%)    |
| Укупно             | 803          | 1.481        | 1.331        |